# Amblystegium tenuissimum
Amblystegium tenuissimum là một loài rêu trong họ Amblystegiaceae. Loài này được Schimp. mô tả khoa học đầu tiên năm 1853.